# Fonction thêta de Riemann-Siegel
En mathématiques, la fonction thêta de Riemann – Siegel est définie en termes de la fonction gamma :
{\displaystyle \theta (t)=\arg \left(\Gamma \left({\frac {1}{4}}+{\frac {\mathrm {i} t}{2}}\right)\right)-{\frac {\log \pi }{2}}t}
pour t réel. Ici, l'argument est choisi de manière à obtenir une fonction continue et {\displaystyle \theta (0)=0}, c'est-à-dire de la même manière que la branche principale de la fonction log-gamma.
Son développement asymptotique est
{\displaystyle \theta (t)\sim {\frac {t}{2}}\log {\frac {t}{2\pi }}-{\frac {t}{2}}-{\frac {\pi }{8}}+{\frac {1}{48t}}+{\frac {7}{5760t^{3}}}+\cdots }
qui n'est pas convergent, mais dont les premiers termes donnent une bonne approximation pour {\displaystyle t\gg 1}. Sa série de Taylor en 0 qui converge pour {\displaystyle |t|<1/2} est
{\displaystyle \theta (t)=-{\frac {t}{2}}\log \pi +\sum _{k=0}^{\infty }{\frac {(-1)^{k}\psi ^{(2k)}\left({\frac {1}{4}}\right)}{(2k+1)!}}\left({\frac {t}{2}}\right)^{2k+1}}
où {\displaystyle \psi ^{(2k)}} désigne la fonction polygamma d'ordre {\displaystyle 2k}. La fonction thêta de Riemann–Siegel est intéressante pour étudier la fonction zêta de Riemann, car elle peut faire pivoter la fonction zêta de Riemann de sorte qu'elle devienne la fonction Z à valeur totalement réelle sur la droite critique {\displaystyle s=1/2+\mathrm {i} t}.

## Analyse graphique
La fonction thêta de Riemann-Siegel est une fonction analytique réelle impaire sur les {\displaystyle t} réels avec trois racines {\displaystyle 0} et {\displaystyle \pm 17,8455995405\ldots }. C'est une fonction croissante pour {\displaystyle |t|>6.29}, et a des extrema locaux à {\displaystyle \pm 6,289835988\ldots }, de valeur {\displaystyle \mp 3,530972829\ldots }. Son seul point d'inflexion est en {\displaystyle t=0} avec {\displaystyle \theta ^{\prime }(0)=-{\frac {\ln \pi +\gamma +\pi /2+3\ln 2}{2}}=-2,6860917\ldots }, qui est le minimum de sa dérivée.

## Thêta comme fonction de la variable complexe
Nous avons une expression de série infinie pour la fonction log-gamma
{\displaystyle \log \Gamma (z)=-\gamma z-\log z+\sum _{n=1}^{\infty }\left({\frac {z}{n}}-\log \left(1+{\frac {z}{n}}\right)\right),}
où γ est la constante d'Euler. En remplaçant z par {\displaystyle (2\mathrm {i} t+1)/4} et en prenant la partie imaginaire terme à terme donne la série suivante pour θ(t)
{\displaystyle \theta (t)=-{\frac {\gamma +\log \pi }{2}}t-\arctan 2t+\sum _{n=1}^{\infty }\left({\frac {t}{2n}}-\arctan \left({\frac {2t}{4n+1}}\right)\right).}
Pour les valeurs avec une partie imaginaire entre −1 et 1, la fonction arctangente est holomorphe, et on voit facilement que la série converge uniformément sur les compacts dans la région de partie imaginaire comprise entre −1/2 et 1/2, donnant à une fonction holomorphe sur ce domaine. Il s'ensuit que la fonction Z (en) est également holomorphe dans cette région, qui est la bande critique.
Nous pouvons utiliser les identités
{\displaystyle \arg z={\frac {\log z-\log {\bar {z}}}{2\mathrm {i} }}\quad {\text{et}}\quad {\overline {\Gamma (z)}}=\Gamma ({\bar {z}})}
pour obtenir l'expression de forme fermée
{\displaystyle \theta (t)={\frac {\log \Gamma \left({\frac {2\mathrm {i} t+1}{4}}\right)-\log \Gamma \left({\frac {-2\mathrm {i} t+1}{4}}\right)}{2i}}-{\frac {\log \pi }{2}}t=-{\frac {i}{2}}\left(\ln \Gamma \left({\frac {1}{4}}+{\frac {\mathrm {i} t}{2}}\right)-\ln \Gamma \left({\frac {1}{4}}-{\frac {it}{2}}\right)\right)-{\frac {\ln(\pi )t}{2}}}
qui étend notre définition originale à une fonction holomorphe en t.
|                              |                              |                                |
| {\displaystyle -1<\Re (t)<1} | {\displaystyle -5<\Re (t)<5} | {\displaystyle -40<\Re (t)<40} |

## Points de Gram
La fonction zêta de Riemann sur la ligne critique peut s'écrire {\displaystyle \zeta \left({\frac {1}{2}}+\mathrm {i} t\right)=\mathrm {e} ^{-\mathrm {i} \theta (t)}Z(t),} où {\displaystyle Z(t)=\mathrm {e} ^{\mathrm {i} \theta (t)}\zeta \left({\frac {1}{2}}+\mathrm {i} t\right).}
Si {\displaystyle t} est un nombre réel, alors la fonction {\displaystyle Z(t)} renvoie des valeurs réelles. Par conséquent, la fonction zêta sur la ligne critique sera réelle lorsque {\displaystyle \sin \left(\,\theta (t)\,\right)=0}. Les valeurs réelles positives de {\displaystyle t} où cela se produit sont appelés points de Gram, d' après J. P. Gram, et peuvent aussi être décrits comme les points où {\displaystyle {\frac {\theta (t)}{\pi }}} est un entier. Un point de Gram est une solution {\displaystyle g_{n}} de {\displaystyle \theta (g_{n})=n\pi .} Ces solutions sont approchées par la suite :
{\displaystyle g'_{n}={\frac {2\pi \left(n+1-{\frac {7}{8}}\right)}{W\left({\frac {1}{\mathrm {e} }}\left(n+1-{\frac {7}{8}}\right)\right)}},}
où {\displaystyle W} est la fonction W de Lambert. Voici les plus petits points de Gram positifs
| {\displaystyle n} | {\displaystyle g_{n}} | {\displaystyle \theta (g_{n})} |
| ----------------- | --------------------- | ------------------------------ |
| −3                | 0                     | 0                              |
| −2                | 3,4362182261. . .     | π                              |
| −1                | 9,6669080561. . .     | π                              |
| 0                 | 17.8455995405. . .    | 0                              |
| 1                 | 23,1702827012. . .    | π                              |
| 2                 | 27,6701822178. . .    | 2π                             |
| 3                 | 31,7179799547. . .    | 3π                             |
| 4                 | 35,4671842971. . .    | 4π                             |
| 5                 | 38,9992099640. . .    | 5π                             |
| 6                 | 42,3635503920. . .    | 6π                             |
| 7                 | 45,5930289815. . .    | 7π                             |
| 8                 | 48,7107766217. . .    | 8π                             |
| 9                 | 51,7338428133. . .    | 9π                             |
| 10                | 54,6752374468. . .    | 10π                            |
| 11                | 57,5451651795. . .    | 11π                            |
| 12                | 60,3518119691. . .    | 12π                            |
| 13                | 63,1018679824. . .    | 13π                            |
| 14                | 65,8008876380. . .    | 14π                            |
| 15                | 68,4535449175. . .    | 15π                            |

Les points Gram sont utiles pour calculer les zéros de {\displaystyle Z(t)}. À un point de Gram {\displaystyle g_{n},}
{\displaystyle \zeta \left({\frac {1}{2}}+ig_{n}\right)=\cos(\theta (g_{n}))Z(g_{n})=(-1)^{n}Z(g_{n}),}
et si celle-ci est positive en deux points de Gram successifs, {\displaystyle Z(t)} doit avoir s'annuler dans l'intervalle.
Selon la loi de Gram, la partie réelle est généralement positive tandis que la partie imaginaire alterne avec les points de Gram, entre des valeurs positives et négatives à intervalles assez réguliers.
{\displaystyle (-1)^{n}Z(g_{n})>0}
Le nombre de racines, {\displaystyle N(T)}, dans la bande 0 à T, est donné par
{\displaystyle N(T)={\frac {\theta (T)}{\pi }}+1+S(T),}
où {\displaystyle S(T)} est un terme d'erreur qui croît asymptotiquement comme {\displaystyle \log T}.
Si {\displaystyle g_{n}} obéissait à la loi de Gram, alors le nombre de racines dans la bande deviendrait simplement
{\displaystyle N(g_{n})=n+1.}
Or lorsque T croit, on sait que la loi de Gram échoue pour environ 1/4 de tous les intervalles de Gram, le premier échec est à l'indice 126, avant le 127e zéro.